# Liguropia juniperi
Liguropia juniperi är en insektsart som först beskrevs av Lethierry 1876.  Liguropia juniperi ingår i släktet Liguropia och familjen dvärgstritar. Arten är reproducerande i Sverige. Inga underarter finns listade i Catalogue of Life.